# Средне-Невский судостроительный завод
Средне-Невский судостроительный завод — судостроительный завод в Санкт-Петербурге, входит в состав акционерного общества (АО) «Объединённая судостроительная корпорация». Производит продукцию гражданского и военного назначения, также проводит её ремонт. Расположено в Санкт-Петербурге в посёлке Понтонный.
Из-за вторжения России на Украину завод находится под санкциями всех стран Евросоюза, США и некоторых других стран.

## История

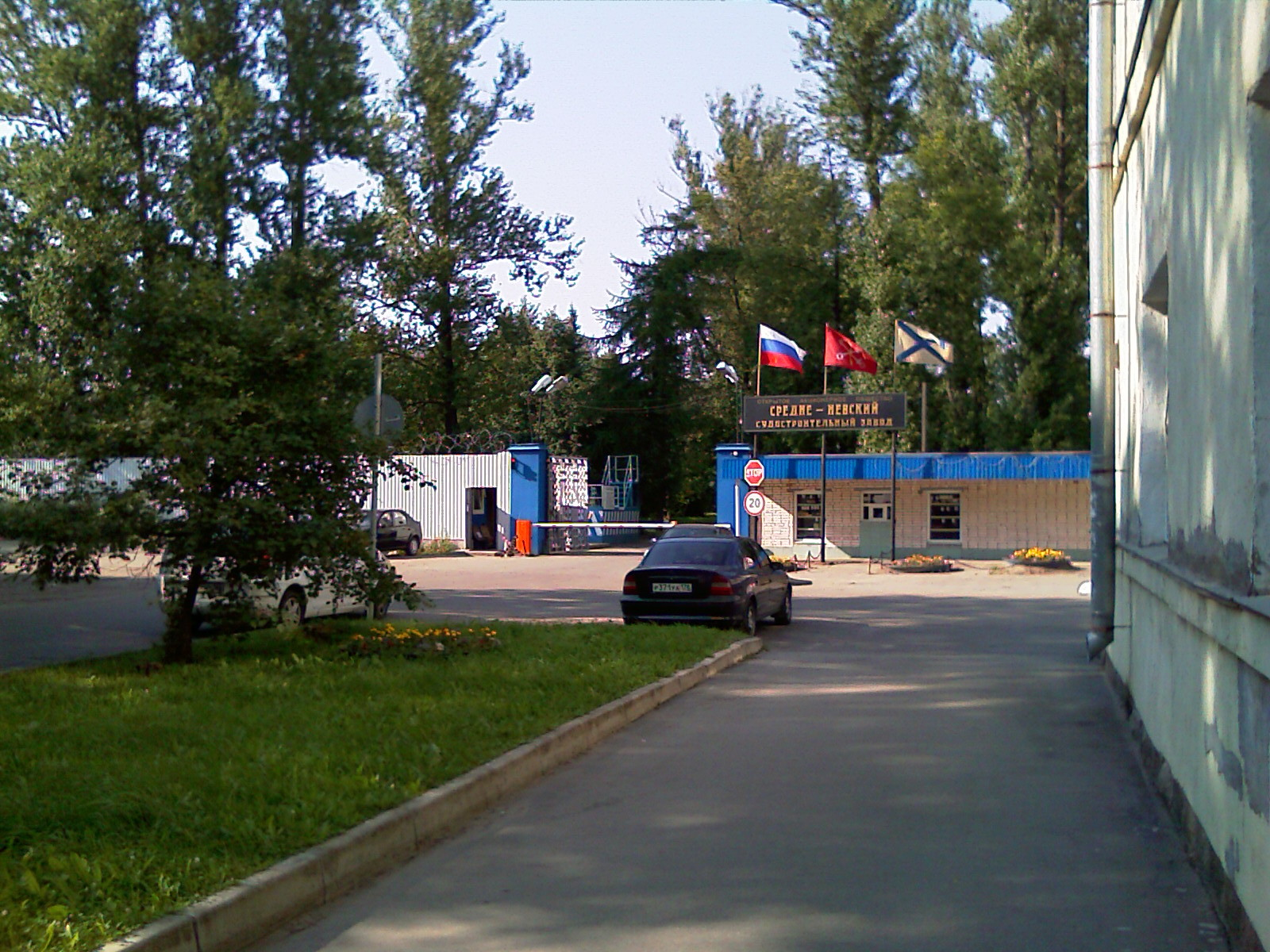
Проходная завода.

Строительством верфи на берегах реки Нева в районе впадения Ижоры, получившей название «Усть-Ижорская», руководил заведующий судостроительным отделом Металлического завода инженер Пётр Сергеевич Косюра.
Завод основан в 1912 году как Усть-Ижорская верфь Металлического завода. По рациональности и оборудованию она принадлежала к новейшим сооружениям для постройки стальных судов.
В июне 1914 года состоялась торжественная закладка четырёх эсминцев для Русского флота, а уже к 1916 году были построены восемь эсминцев: «Победитель», «Забияка», «Гром», «Орфей», «Летун», «Десна», «Азард» и «Самсон».
С 1921 года верфь входила в состав Судотреста.
В 1927 году завод был закрыт.
С 1932 года вновь начались работы по судостроительству.
За более чем 100 лет работы завод построил для российского флота и на экспорт более 500 кораблей и судов по 43 проектам.

### Названия
Завод имел названия:
- Усть-Ижорская верфь Металлического завода, с 1912 года[2];
- Усть-Ижорская опытно-показательная электроверфь, с 1931 года[2];
- Завод № 363 Наркомата оборонной промышленности, с 1937 года[2];
- Средне-Невский судостроительный завод, с 1966 года[2].

## Современность
Сегодня на заводе применяются современные технологии строительства кораблей и судов из стеклопластика, планируется строительство кораблей класса «корвет». Среди новейшей продукции — высокоскоростной пассажирский катамаран из углеродных тканей.
С 2016 по 2018 год завод вёл работы по реконструкции слипа — сооружения, применяемого для подъема и спуска на воду кораблей и судов. В результате реконструкции завод получил закрытый эллинг со стапельными позициями, позволяющими разместить суда и корабли с максимальной длиной до 80 метров (открытые — до 100 метров) и спускоподъёмным комплексом, позволяющим поставить корабль спусковым весом до 2700 тонн на любую свободную позицию как эллинга, так и открытого стапеля.
Первым кораблём, который в 2018 году спустили с нового слипа, стал тральщик проекта 12700 «Иван Антонов». В январе 2020 года спущен на воду тральщик «Яков Баляев» того же проекта, в работе ещё несколько кораблей.
В апреле 2023 года спущен на воду «инновационный» пассажирский катамаран «Форт Кроншлот».
В 2024 году предприятие строит два пассажирских теплохода для работы на Енисее.

### Собственники и руководство
39 % акций принадлежат Федеральному агентству по управлению имуществом. Генеральный директор — Владимир Александрович Середохо.

## Санкции
15 марта 2022 года, на фоне вторжения России на Украину, Средне-Невский судостроительный завод был включен в санкционный список всех стран Евросоюза. 8 апреля 2022 года Минфин США внёс завод в  санкционный список США. 21 февраля 2024 года завод включён в санкционный список Канады против организаций связанных с военно-промышленным комплексом. Также, по аналогичным основаниям, завод внесён в санкционные списки Швейцарии, Украины и Японии

## Награды
- Орден «За доблестный труд» (2025 год)[16].